# 霍韦尔拉山
霍韦尔拉山（羅馬化：Hoverla；或按俄语译为戈韦尔拉山）是烏克蘭喀爾巴阡山脈乔尔诺戈拉山脉的一座山峰，是乌克兰全国最高的山峰，海拔2061米，位于乌克兰西南部的伊万诺-弗兰科夫斯克州與外喀爾巴阡州交界，由喀尔巴阡国家自然公园管轄，同時也是喀爾巴阡生物圈保護區的一部分。

## 備註
1. ↑  俄语：，羅馬化：Goverla